# Chùa Vạn Linh

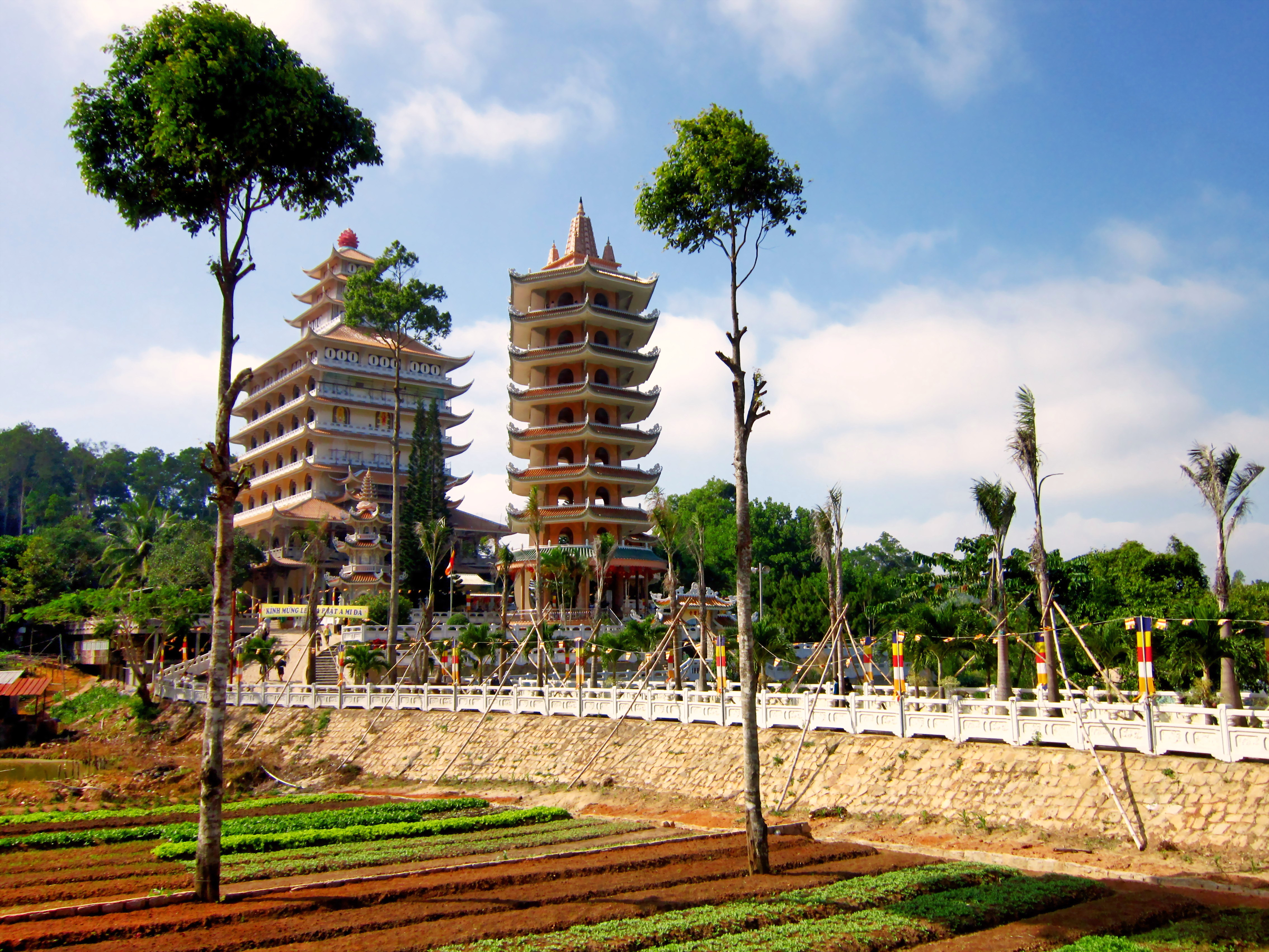
Chùa Vạn Linh

Chùa Vạn Linh tọa lạc ở độ cao 535 m (so với mặt nước biển)  trên núi Cấm, dưới chân Vồ Bồ Hông (cao trên 700 m), bên hồ Thủy Liêm (có sức chứa 60.000 m³ nước); nay thuộc địa phận ấp Vồ Đầu, xã An Hảo, thị xã 
Tịnh Biên, tỉnh An Giang (Việt Nam). Đây là một danh lam và là một danh thắng, được nhiều người đến chiêm bái và thăm viếng.

## Lịch sử
Năm 1927, sau mùa An cư , nhà sư Thích Thiện Quang xin với thầy là Hòa thượng Thích Trí Thiền  ở Phi Lai cổ tự (Châu Đốc) lên núi Cấm ẩn tu, và được chấp thuận.

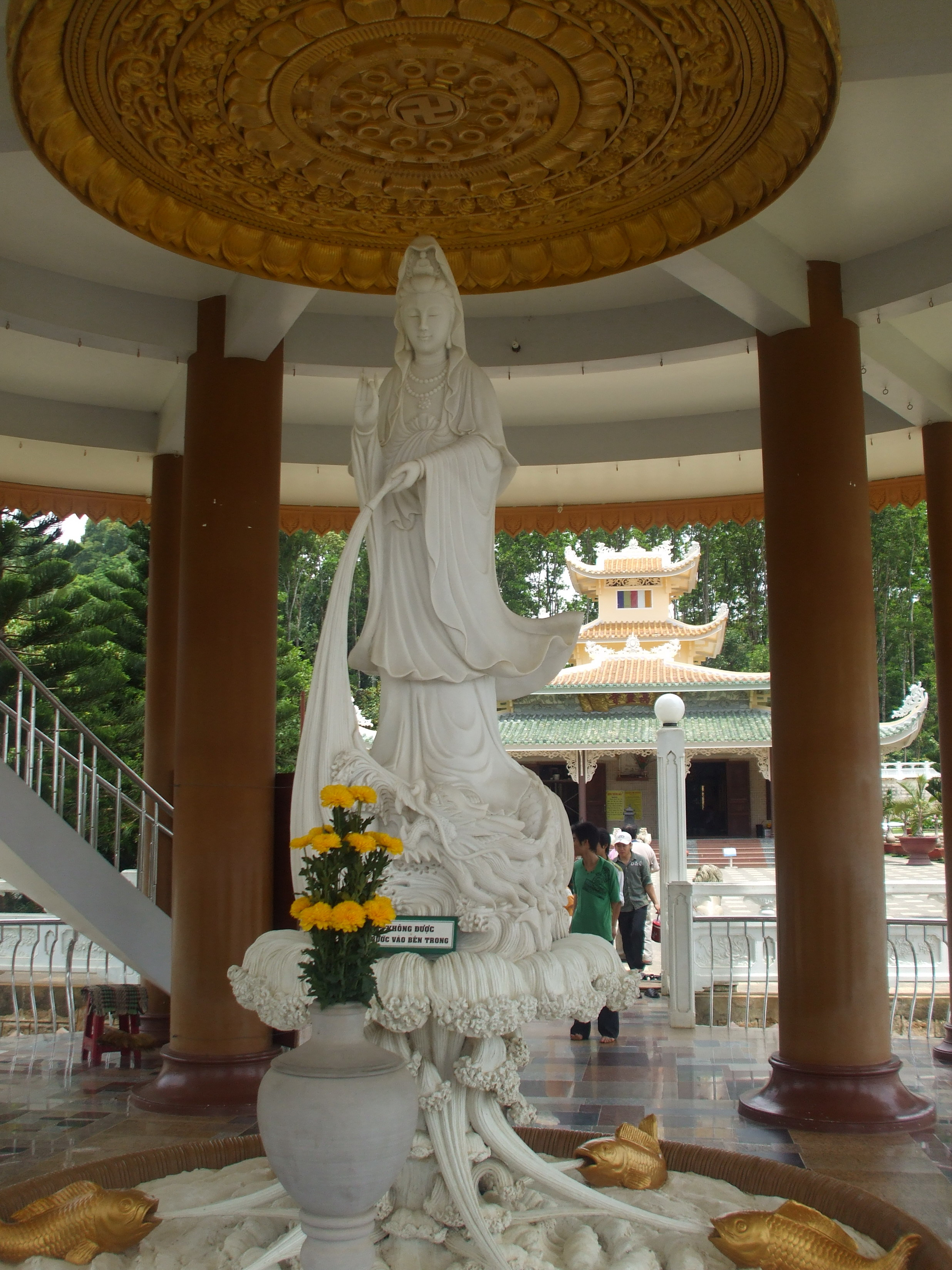
Tượng Bồ Tát Quán Thế Âm tại tầng trệt Bảo các Quan Âm

Đến nơi, sư Thiện Quang dựng lên một am thờ Phật bằng tre, lá đơn sơ (nên chùa Vạn Linh còn được gọi là chùa Lá) để chuyên tu và trị bệnh cho người dân quanh vùng. Khi số đệ tử quy tụ về đông hơn, năm 1941, nhà sư Thiện Quang cho khởi công trùng tu ngôi chánh điện khang trang hơn, mái lợp ngói, đến 1943 thì hoàn thành, và đặt tên là chùa Vạn Linh.
Năm 1945, chiến tranh Việt-Pháp bùng nổ. Sợ đối phương lập căn cứ ở đây, nên chính quyền thực dân Pháp ra lệnh không cho dân ở trên núi Cấm nữa. Vì vậy, nhà sư Thiện Quang phải dẫn các đồ đệ xuống núi, và sau đó đến tu ở chùa Linh Bửu thuộc vùng Cầu Bông, Sài Gòn. Năm 1953, Hòa thượng Thích Thiện Quang viên tịch.
Năm 1954, đất nước tạm yên, Trưởng đệ tử của Hòa thượng Thích Thiện Quang là Hòa thượng Thiện Thành lúc bấy giờ đang tu ở núi Kỳ Hương gần tổ đình Phi Lai (Châu Đốc), bèn cùng với một tăng chúng trở về núi Cấm. Vì nạn binh lửa, chùa cũ đã đổ nát, Hòa thượng Thiện Thành liền cho dựng tạm một ngôi chùa bằng cây lá để có nơi tu hành.
Năm 1958, nhờ một số Phật tử ở Sài Gòn phát tâm ủng hộ tiền của, Hòa thượng Thiện Thành đã cho khởi công trùng tu kiên cố: cột bê tông, tường xây, mái ngói; đến năm 1960 thì xong.
Vài năm sau, chiến tranh lại nổ ra. Năm 1967, theo lệnh của chính quyền tỉnh lúc bấy giờ, người dân lại tản cư xuống núi. Chung số phận, Hòa thượng Thiện Thành cùng tăng chúng đành phải về Tổ đình Phi Lai (Châu Đốc) nương náu. Năm 1970, Hòa thượng Thiện Thành được cử giữ chức Trụ trì tổ đình Phi Lai.
Sau tháng 4 năm 1975, chiến tranh kết thúc. Thấy chùa Vạn Linh lại đổ nát vì bom đạn, Hòa thượng Thiện Thành định cho xây dựng lại, nhưng vì lúc ấy tình hình hãy còn phức tạp, nên không thực hiện được. Năm 1992, Hòa thượng Thiện Thành mất vì bệnh.
Năm 1993, ông Lâm Cáo Kia, một đệ tử cư sĩ của Hòa thượng Thích Thiện Quang, đã đến thỉnh cầu Hòa thượng Thích Trí Tịnh (cũng là đệ tử Hòa thượng Thích Thiện Quang) lập lại chùa Vạn Linh, và được nhận lời.
Sau khi được phép của ngành chức năng, ngày mùng 6 tháng 8 (âm lịch) năm 1995, chùa Vạn Linh được khởi công xây dựng lại với quy mô lớn, kiên cố và đẹp đẽ, bằng xi măng cốt thép, trên lớp ngói sứ cao cấp, gồm: chánh điện, bảo các, lầu chuông, tháp Tổ, v.v... trên một diện tích khoảng 6 ha. Lần này, người đứng ra phụ trách việc xây dựng ngôi chùa là Thượng tọa Thích Hoằng Tri.
Ngày 24 tháng 11 (âm lịch) năm 2003, Lễ An vị các tượng Phật được tổ chức tại đây, đánh dấu một chặng dài gian khổ xây dựng chùa Vạn Linh, bởi địa hình phức tạp, đường núi gập ghềnh cheo leo, mọi phương tiện đều thiếu thốn, v.v….
Vào ngày 25 và 26 tháng 11 (âm lịch) hàng năm nơi đây đều có tổ chức lễ giỗ Hòa thượng Khai Sơn rất long trọng.

## Kiến trúc (sơ lược)
.

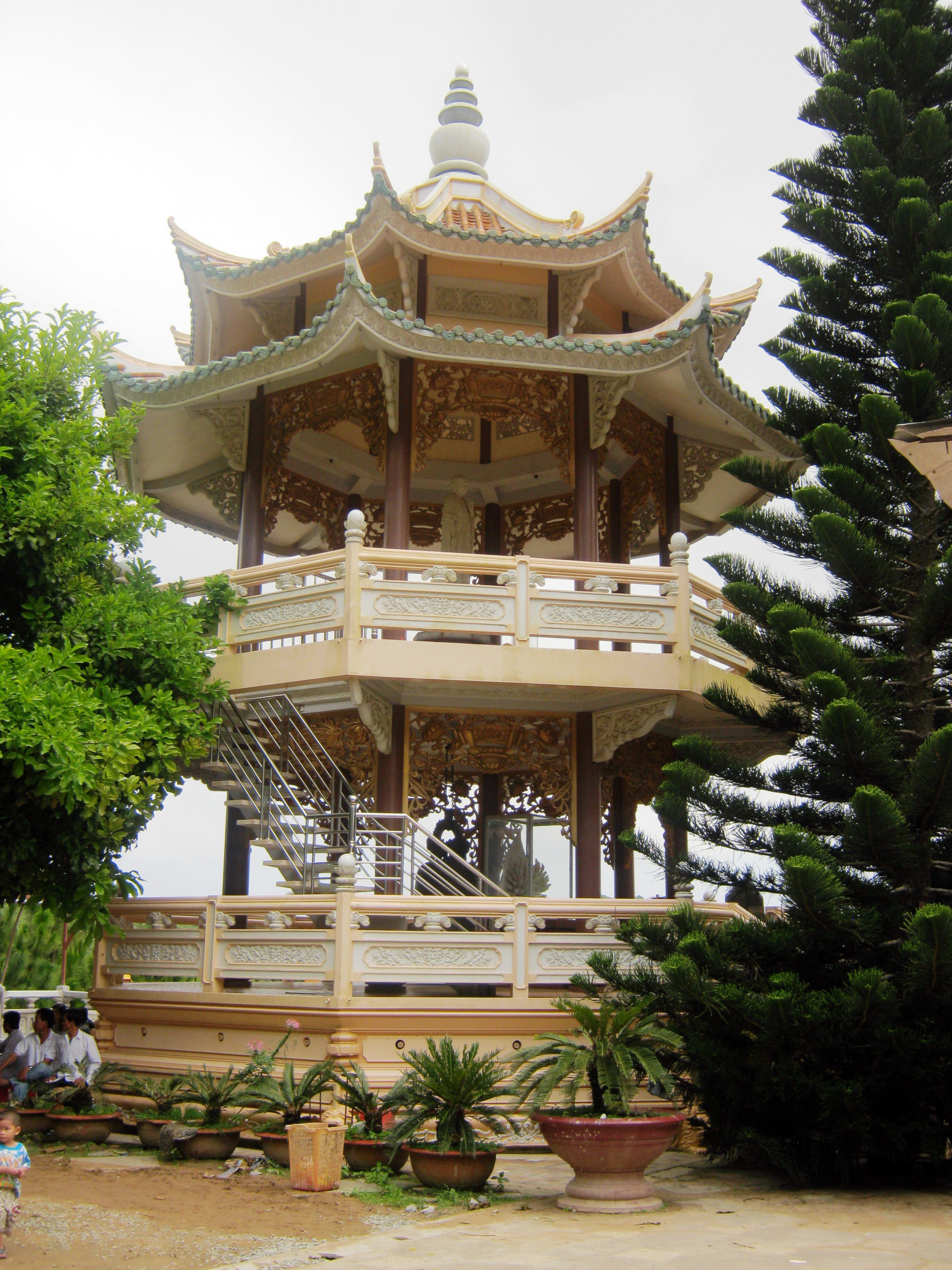
Tháp chuông

Chùa Vạn Linh nằm trên một sườn núi thoai thoải, có hoa kiểng tươi tốt quanh năm, tạo nên một phong cảnh vừa thơ vừa thiền. Công trình được thiết kế theo lối kiến trúc cổ truyền của chùa chiền phương Đông. Phía trước tiền đường là ba ngôi tháp uy nghi: 
- Ở giữa là Bảo các Quan Âm [8] gồm 9 tầng, cao 35 m. Ngoài tầng trên cùng thờ Xá lợi Phật, các tầng còn lại thờ các vị Phật (tượng bằng đá cẩm thạch trắng, cao lớn bằng người thật): tầng 7 thờ Phật Thích Ca, tầng 6 thờ Bồ Tát Quán Thế Âm, tầng 5 thờ Bồ Tát Đại Thế Chí, tầng 4 thờ Bồ Tát Văn Thù, tầng 3 thờ Bồ Tát Phổ Hiền, tầng 2 thờ Bồ Tát Địa Tạng, tầng 1 thờ Bồ Tát Di Lặc, tầng trệt đặt tượng Bồ Tát Quán Thế Âm.
- Bên phải là Tháp Hòa thượng khai sơn Thích Thiện Quang, cao 3 tầng. Tầng giữa là nơi an trí di cốt của Hòa thượng được đưa về từ chùa Huệ Nghiệm ở An Dưỡng Địa (Thành phố Hồ Chí Minh).
- Bên trái là Tháp chuông hình bát giác, gồm 2 tầng: tầng trệt có tượng Phật Quan Âm thiên thủ thiên nhãn (tượng cỡ nhỏ bằng đá cẩm thạch trắng). và treo quả đại hồng chung nặng 1,2 tấn, tầng trên thờ Phật A-di-đà (tượng có kích cỡ lớn hơn tượng Quan Âm nơi tầng trệt, cũng bằng đá cẩm thạch trắng).

Phần Chánh điện là một tòa nhà rộng lớn. Điện Phật được bày trí tôn nghiêm. Chính giữa tôn trí bảo tượng đức Phật Thích Ca thiền định. Tượng bằng đá nguyên khối, nặng 2 tấn. Hai bên tượng đức Phật đặt hai phù điêu Bồ Tát Quán Thế Âm và Bồ Tát Địa Tạng. Phía trước điện Phật đặt hai phù điêu Hộ pháp và Tiêu Diện. Phần hậu điện, có phù điều Tổ Bồ-đề-đạt-ma. Tất cả đều được tạc bằng đá quý.
Tuy nhiên, năm 2011, để cho Chánh điện chùa Vạn Linh được hài hòa với các công trình chung quanh, tòa nhà này đã được di dời ra phía sau (và trở thành nhà Hậu Tổ), để nhường chỗ cho một công trình to rộng khác đang được xây dựng, gồm hai tầng: tầng trệt có diện tích 25 m x 35 m, sẽ dùng làm Giảng đường; tầng lầu có diện tích 26, 8 m x 36,8 m, sẽ dùng làm Chánh điện.
Ngoài ra, trong khuôn viên còn có một số công trình khác, như Niệm Phật đường (rộng lớn, xinh đẹp, tọa lạc ở vị trí cao nhất phía bên phải Chính điện), nhà cho chư tăng tu học, nhà khách, trai đường, nhà bếp, v.v...đã và đang tiếp tục xây dựng.

## Ảnh

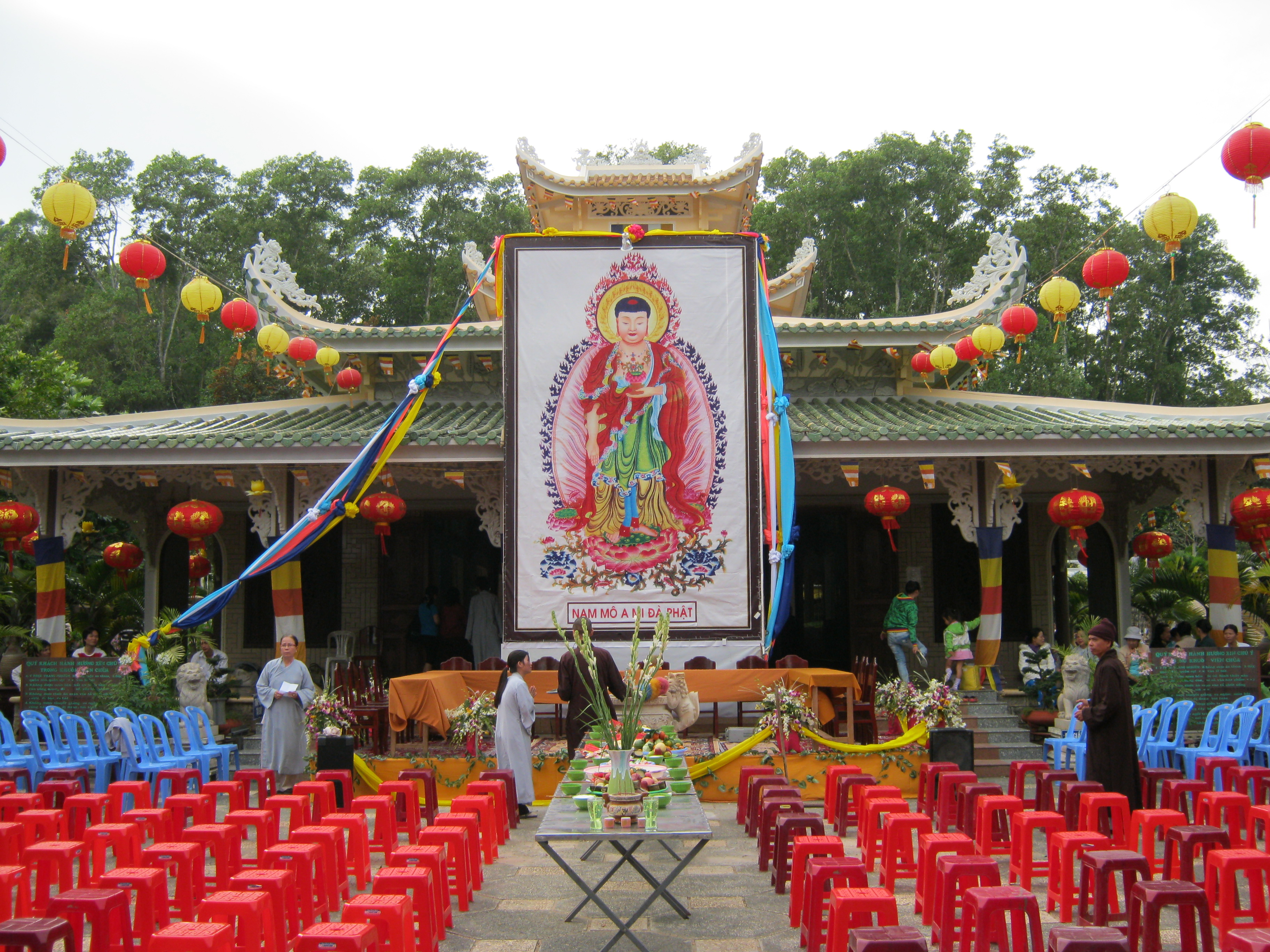
Trước chính điện (cũ) chùa Vạn Linh trong một ngày lễ cúng.
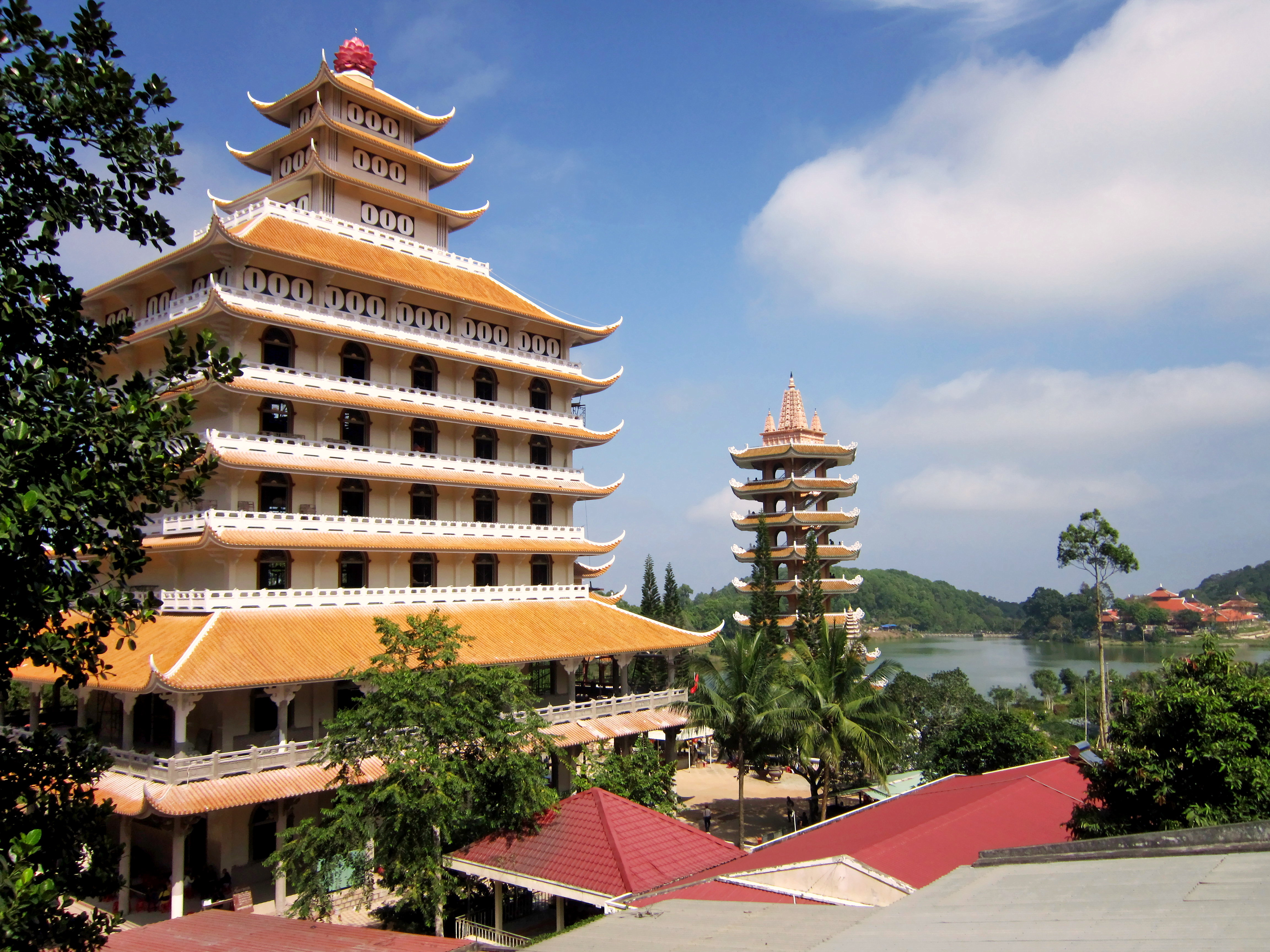
Chính điện chùa Vạn Linh (bên phải ảnh) hiện nay (2014).
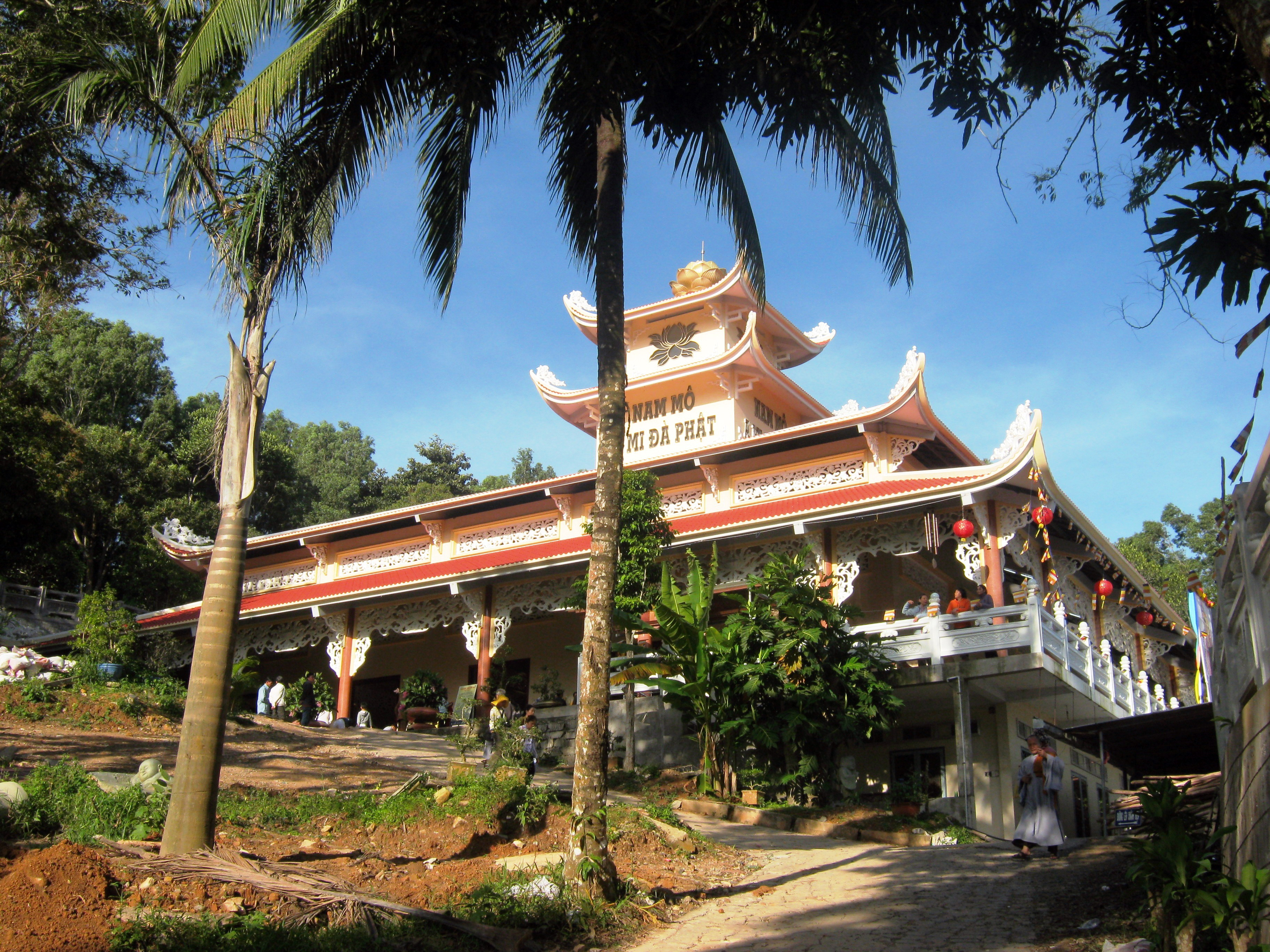
Niệm Phật đường chùa Vạn Linh.
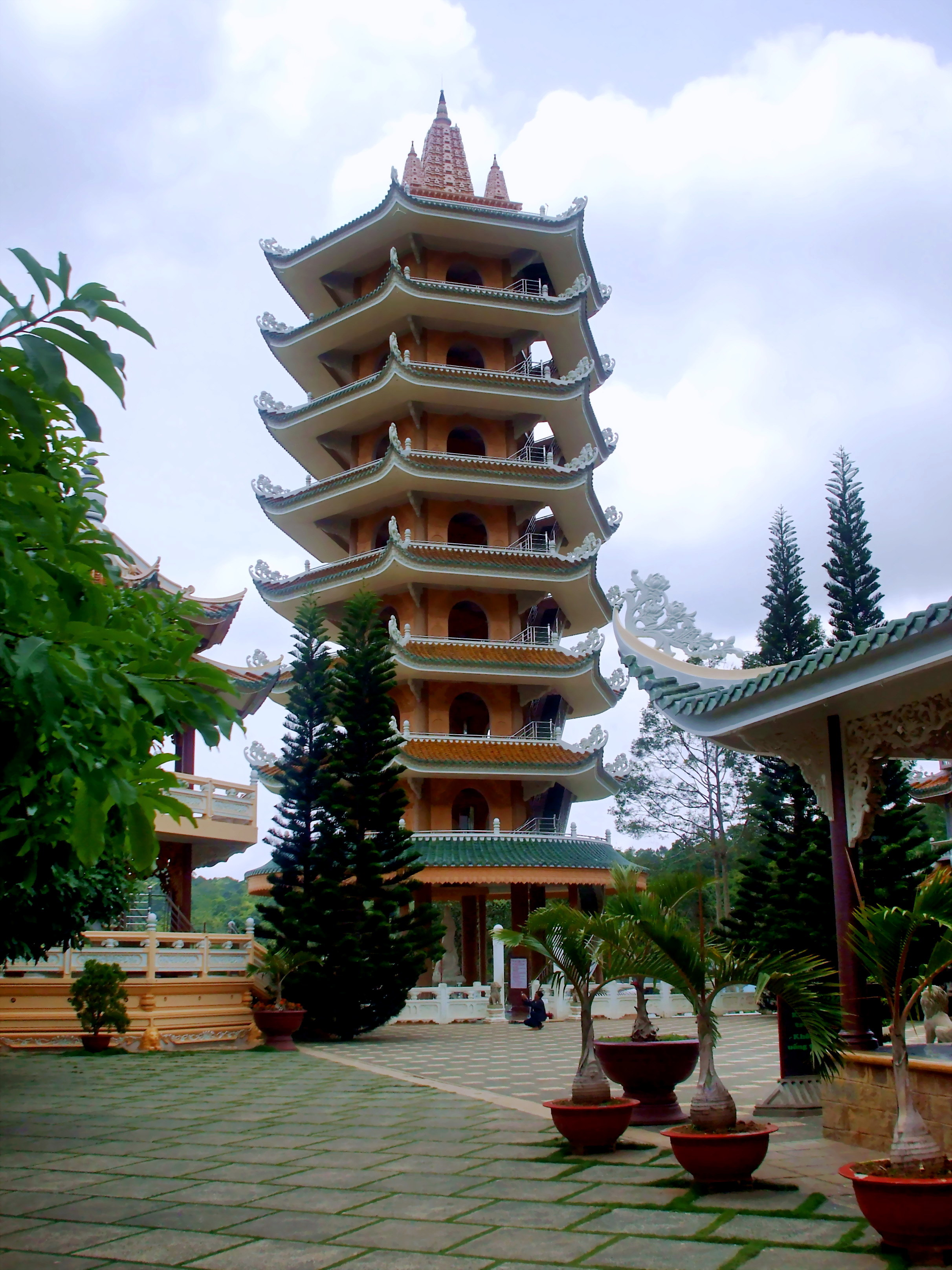
Bảo các Quan Âm.
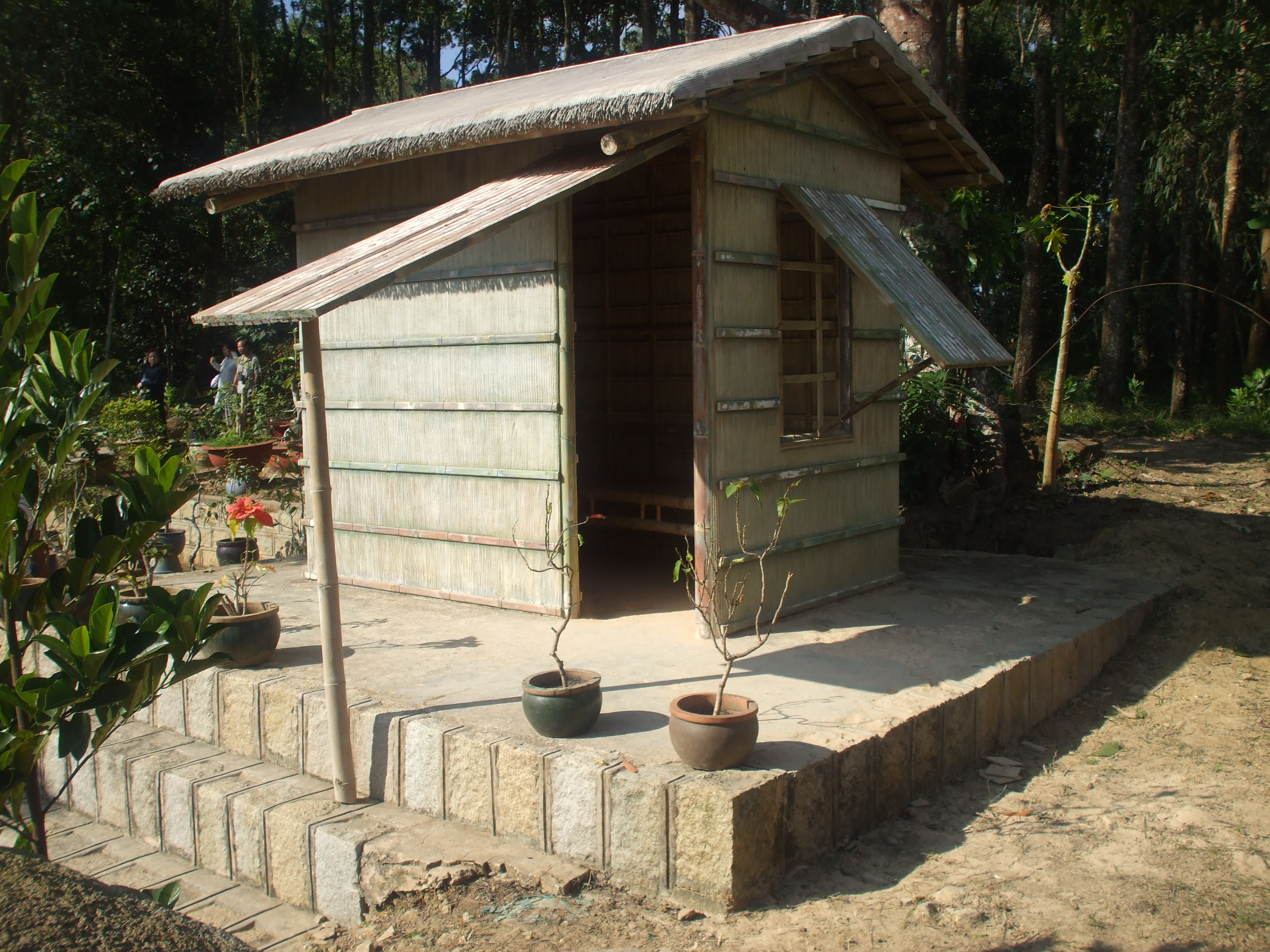
Am tu bằng tre lá của Hòa thượng khai sơn ở sau chùa Vạn Linh (phục dựng bằng xi măng để kỷ niệm).
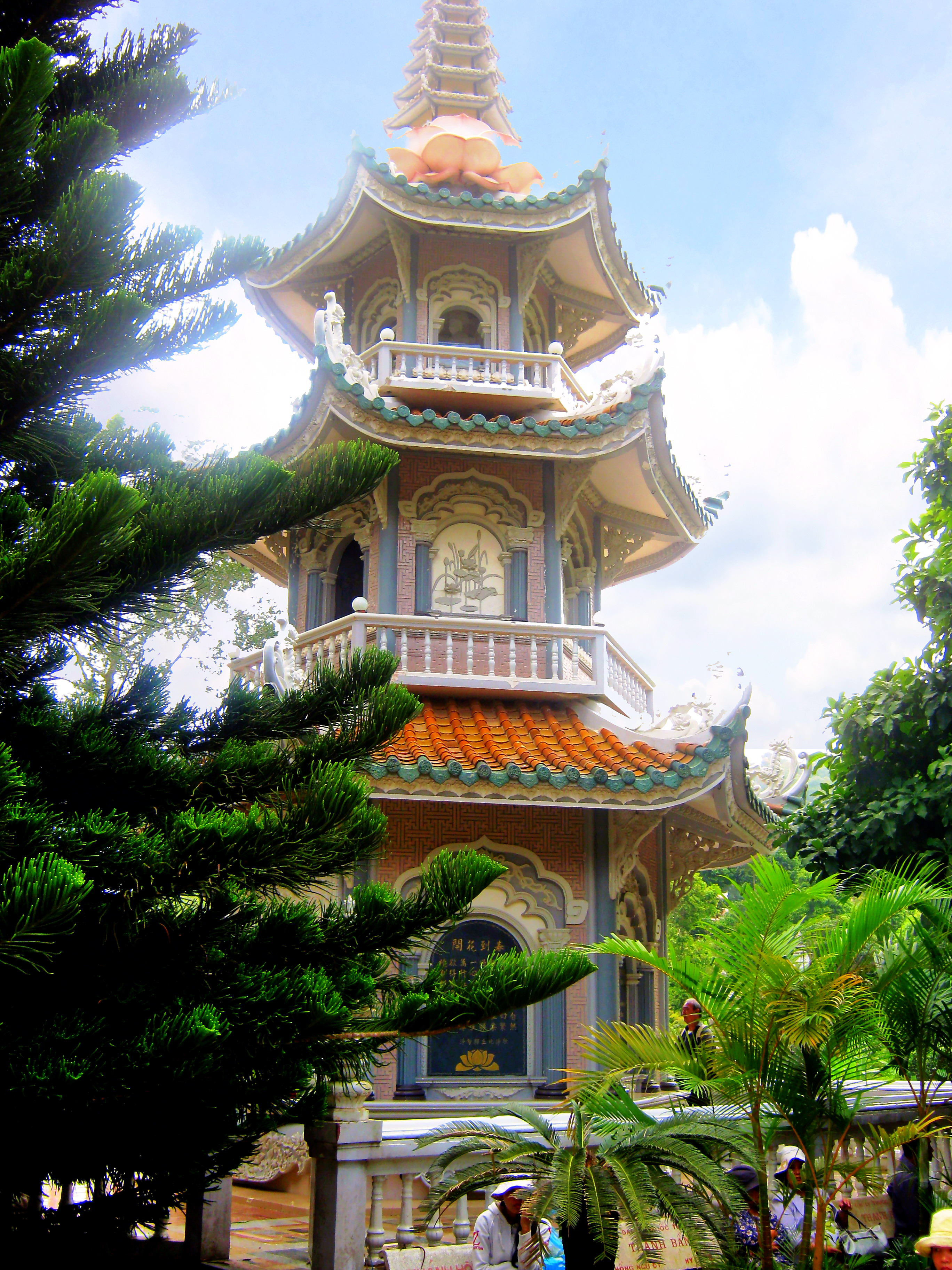
Tháp chứa di cốt Hòa thượng khai sơn.

## Sách tham khảo
- Thượng tọa Hoằng Tri, Kỷ yếu trùng tu chùa Vạn Đức và Vạn Linh (viết tắt là Kỷ yếu). Nhà xuất bản tổng hợp Thành phố Hồ Chí Minh, 2006.